# 웨일스계 뉴질랜드인
웨일스계 뉴질랜드인은 조상이 웨일스에 뿌리를 둔 뉴질랜드 태생의 사람들이나, 뉴질랜드로 이주하여 귀화한 웨일스인을 일컫는다.
브리튼 제도의 다른 이민 집단과는 달리, 웨일스인들은 웨일스계 오스트레일리아인만큼 수가 많지 않다. 그러나 그들의 기여는 주목할 만했다. 뉴질랜드에 도착한 대부분의 웨일스인들은 금광 및 탄광 광부였다.

## 뉴질랜드의 웨일스 지명
뉴질랜드의 웨일스에서 유래한 지명 중 일부는 다음과 같다:
브라이나본, 노스랜드
브린더윈, 노스랜드
브린드워, 크라이스트처치
캄브리안스, 오타고 - 웨일스인 탐광자들의 이름을 따서 명명되었다.
카디프, 타라나키 - 글래모건셔의 카디프의 이름을 따서 명명되었다.
카나번, 현재 히마탕이
하와든, 캔터베리 - 플린트셔의 하와든 성 (18세기)의 이름을 따서 명명되었다.
펨브로크 호수, 현재 와나카 호수
마치윌, 캔터베리 - 덴비셔의 마치윌의 이름을 따서 명명되었다.
밀퍼드 사운드 - 원래 밀퍼드 헤이븐이었으며, 웨일스인 항해사 존 그로노가 펨브로크셔의 밀퍼드 헤이븐의 이름을 따서 명명했다.
모건스 밸리, 크라이스트처치 - 웨일스인 정착자의 이름을 따서 명명되었다.
펨브로크, 타라나키 - 펨브로크셔의 펨브로크의 이름을 따서 명명되었다.
픽턴, 말버러 - 웨일스 장군 토마스 픽턴 경의 이름을 따서 명명되었다.
리스 강, 오타고 - 퀸스타운의 웨일스인 설립자 윌리엄 길버트 리스의 이름을 따서 명명되었다.
웨일스맨스 크리크, 사우스랜드 - 웨일스인 탐광자의 이름을 따서 명명되었다.

## 같이 보기
- 유럽계 뉴질랜드인
- 오세아니아의 유럽인
- 뉴질랜드로의 이민
- 파케하